# Рогозинський Климентій Григорович

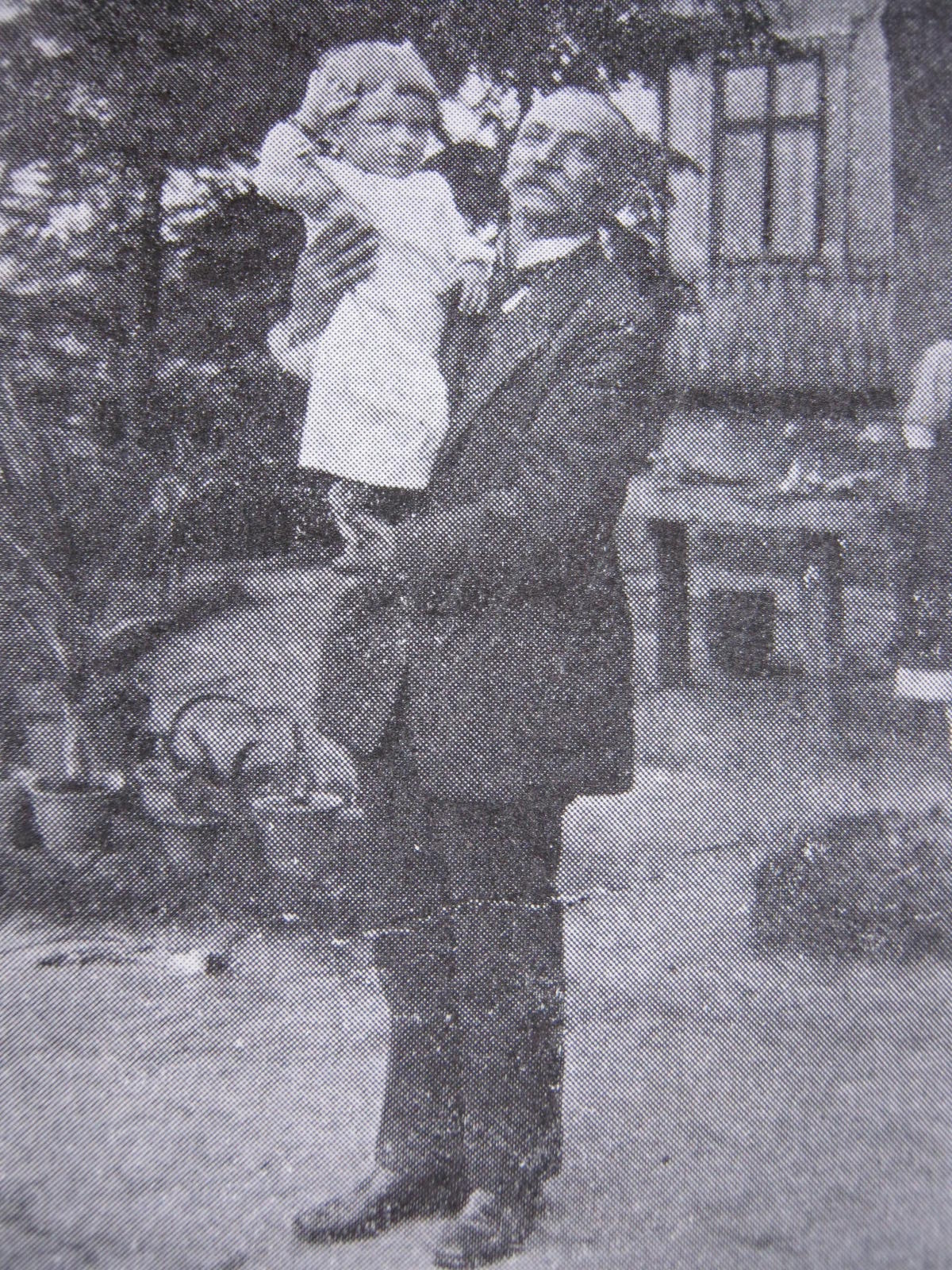
К. Рогозинський з внуком

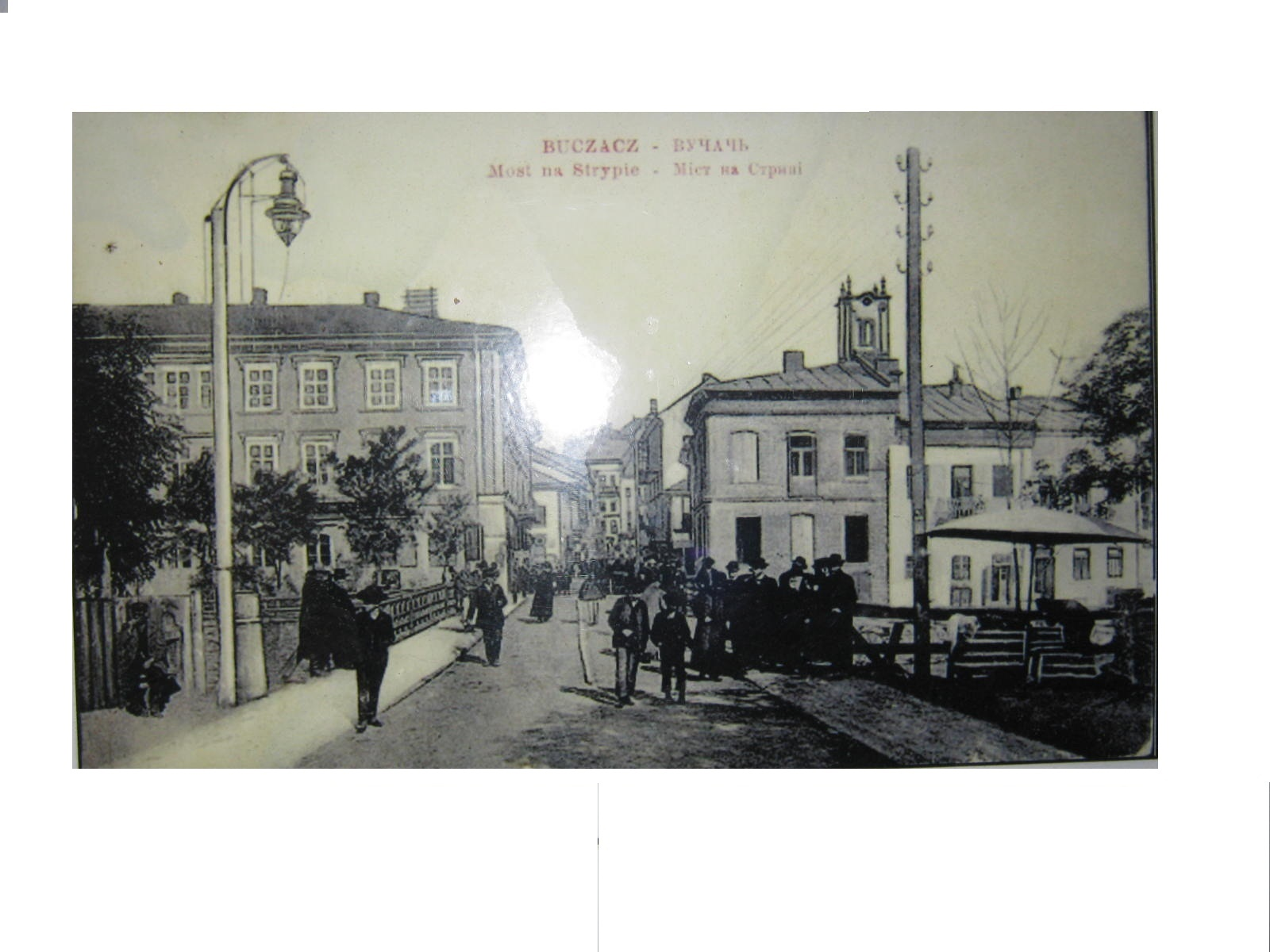
Бучач до І-ї світової війни. Справа за мостом — будинок банку «Праця» — осередку української громади міста

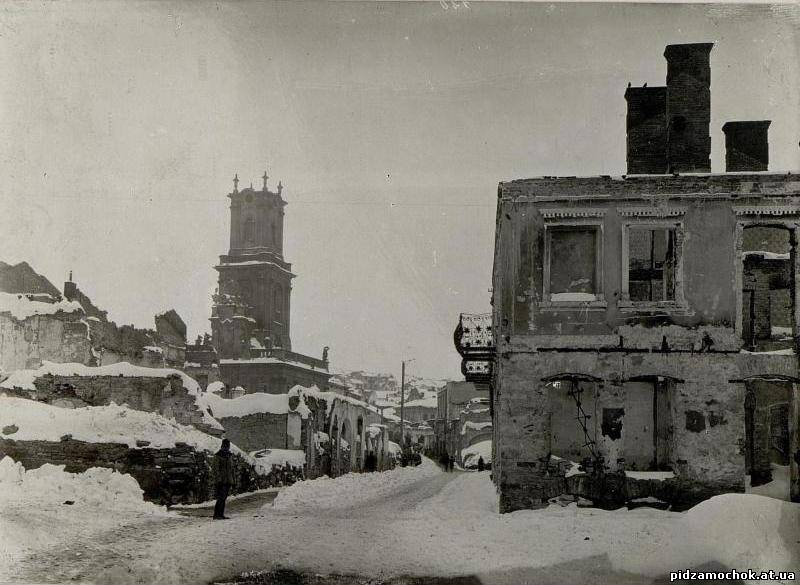
Бучач після руйнації московитами в І-шу світову

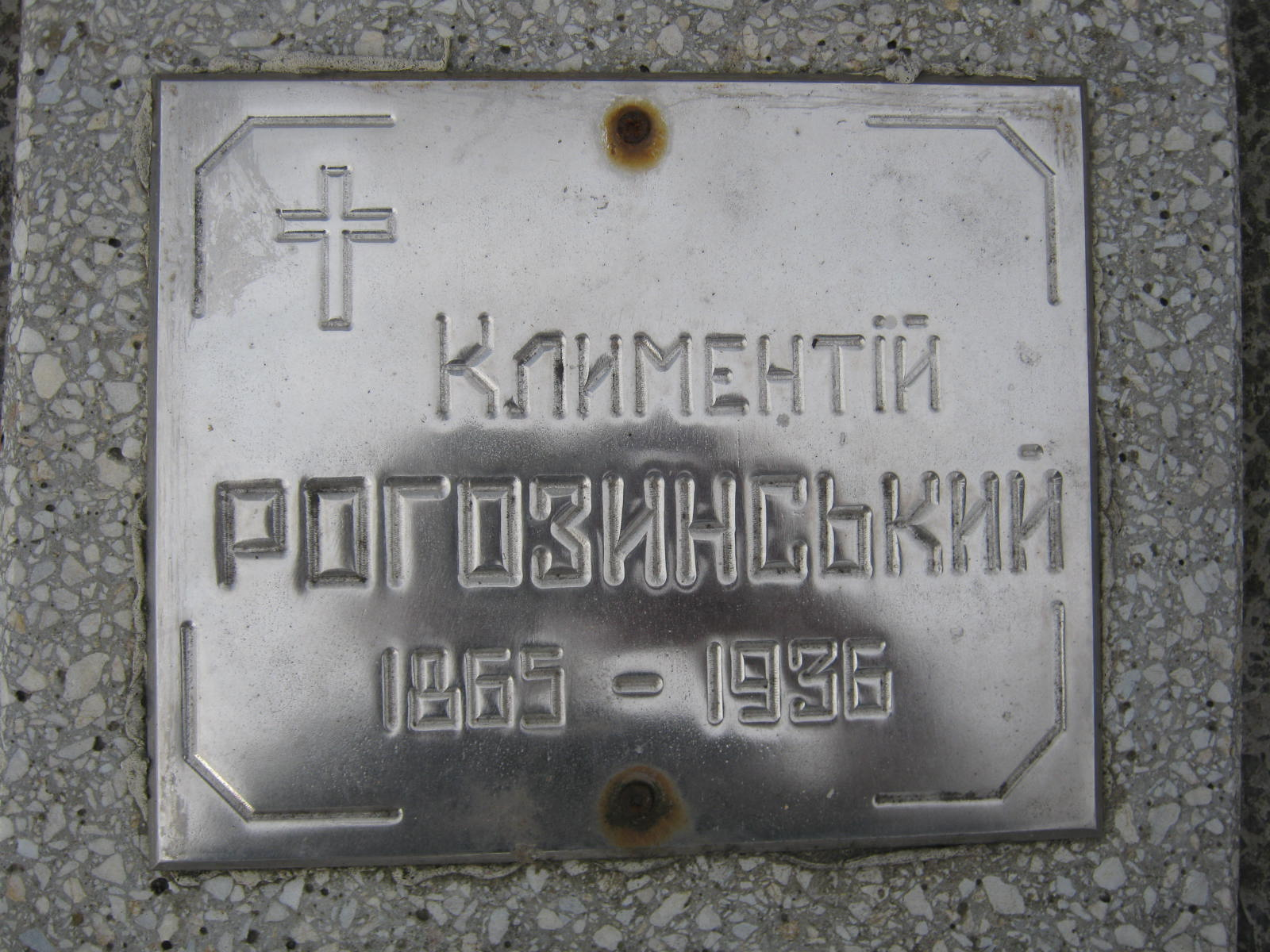
Надгробок Климентія Рогозинського. Таблиця

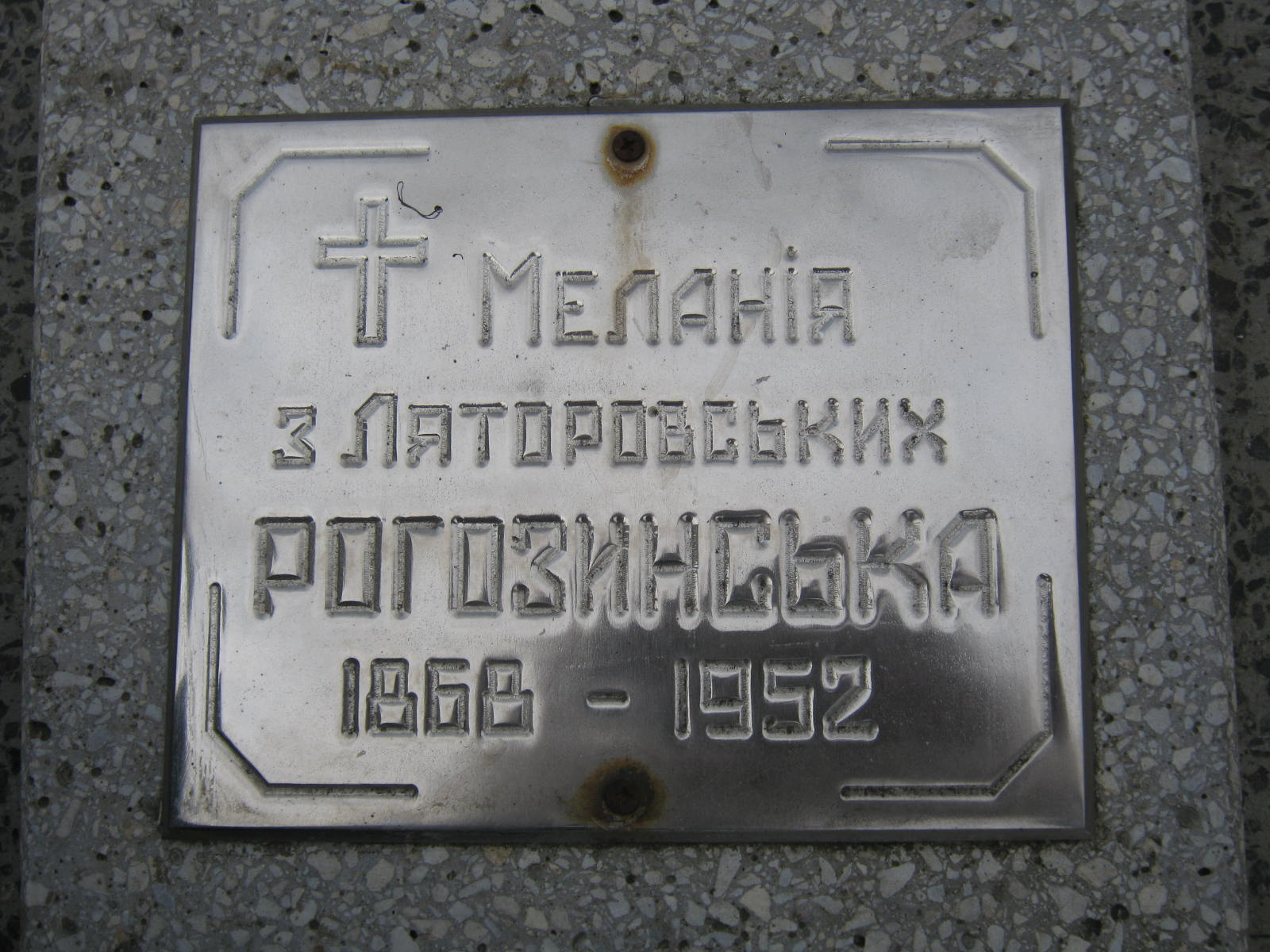
Надгробок дружини — Меланії Рогозинської. Таблиця

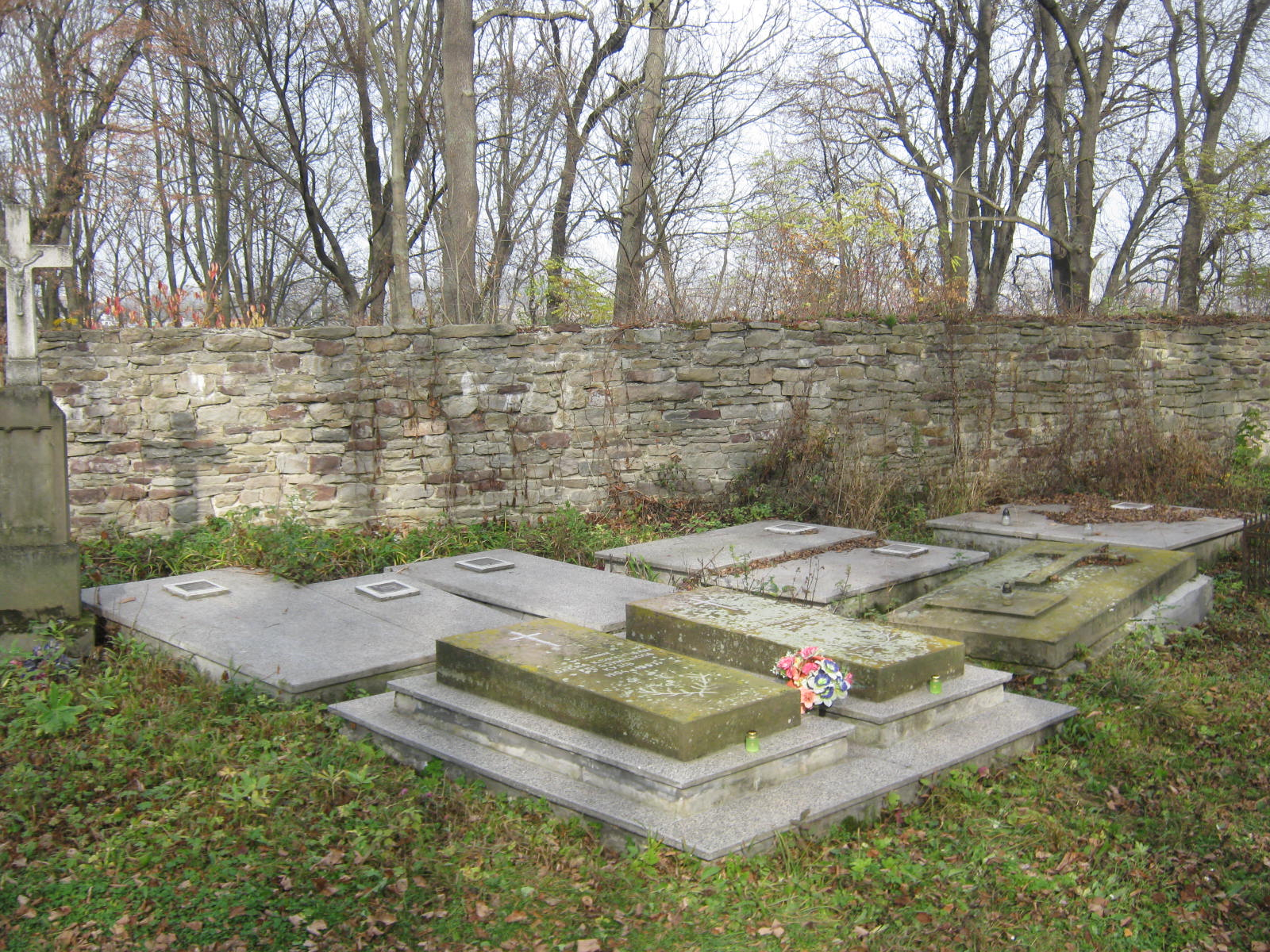
Поховання родини Рогозинських. Цвинтар на горі Федір. Бучач

Климе́нтій (Клим) Григо́рович Рогози́нський (пол. Klementy Rogoziński, 1864, с. Ягільниця, нині Україна — 13 січня 1938, Бучач) — український галицький громадський діяч, меценат, перший український посадник (міський голова) Бучача.

## Життєпис
Народився в 1864 році в с. Ягільниці (Чортківського повіту, Королівство Галичини та Володимирії, Австрійська імперія, нині Чортківського району Тернопільської области, Україна) в сім'ї сільського вчителя Григорія Рогозинського та його дружини Антоніни з Дідицьких (1840—1915 роки).
Після закінчення вищих педагогічних та виділових курсів працював викладачем Чортківської вчительської семінарії. Допомагав отримати освіту власному брату Миколі (пізніше судді в Дрогобичі), сестрі Марії (вчителька в Бучачі).
За допомогою і порадою приятелів придбав у Бучачі ресторан із крамницею і переїхав до цього міста. Відвідувачами ресторану були в основному довколишні дідичі та місцеві урядовці. Відставний капітан крайової оборони Ян Оберц довірив йому бути свідком свого заповіту, в якому записував на потреби шкіл Бучача весь свій маєток (близько 50000 золотих ринських).
В 1904 році разом з приятелями заснували «Повітове товариство ощадностей і позичок „Праця“» (у формі «стоваришення з обмеженою порукою», тепер — ТзОВ; також його називали банк «Праця», де К. Рогозинський довгі роки був безплатним директором). Був одним із засновників товариства «Українська бесіда», філії українського товариства «Просвіта», Українського міщанського братства, Повітової спілки господарсько-торговельної та інших організацій в Бучачі. Співробітниками, щирими дорадниками були: парох, декан (УГКЦ) Бучача о. Денис Нестайко, професор Іван Смолинський, нотар Костянтин Телішевський, професор ґімназії Василь Винар, нотар доктор Василь Маковський, священики навколишніх сіл. Разом з гімназійним катехитом отцем Адріяном Добрянським в орендованому будинку заснував «Українську Бурсу», де на повному утриманні проживали сільські хлопці, що вчились в міській гімназії. Перед Першою світовою війною купив земельну ділянку під будівництво нового приміщення «Української Бурси».
У час війни — громадський діяч, на прохання жителів Бучача став міським головою, відновлюючи дуже зруйноване після бойових дій місто. Для підтримання порядку організовує міську поліцію.
Перший міський голова (посадник) Бучача після утворення ЗУНР.
У липні 1919 року змушений покинути місто через очікувані репресії з боку нової окупаційної влади, які не забарились після повернення до Бучача  — «конфінований у власному домі», тобто знаходився під домашнім арештом, перебував під наглядом польської поліції; його дім, на думку тодішніх польських владців, був осередком «гайдамаччини».
Помер 13 січня 1938 року в Бучачі (тоді Тернопільське воєводство, Польща, нині Україна). Похований на міському кладовищі на горі Федір (недалеко від гробниці каноніків Потоцьких, могила збереглась) поряд з батьком, матір'ю, дружиною, дітьми (в тому числі малими), зятем, тещею.

## Сім'я
Одружився з фольклористкою Меланією з Ляторовських (1868—1952) — донькою о. Івана Ляторовського (1839—10 лютого 1919) — пароха села Долина над Дністром — та Евгенії, з Михалевичів (1847—1935) Ляторовської. В сім'ї народилося 10 дітей:
- Анна, у шлюбі Байрак, авторка нарису про батька та матір у збірнику «Бучач і Бучаччина»
- Олена, у шлюбі Кузів (1904—1963, похована коло батьків) — перша завідувачка Бучацької районної бібліотеки з 1 листопада 1944 року.
- Стефанія (1894—1976), дружина д-ра Михайла Гриніва, репресована совітами[10].